# 김종훈 (축구 선수)
김종훈(한국 한자: 金鐘勳, 1980년 12월 17일 ~ )은 대한민국의 전직 축구 선수이다. 현역 시절 포지션은 수비수였다.